# ジョン・デイヴィス・ロング
ジョン・デイヴィス・ロング（John Davis Long, 1838年10月27日 - 1915年8月28日）は、アメリカ合衆国の政治家。1880年から1883年まで第32代マサチューセッツ州知事を、1897年から1902年まで第34代アメリカ合衆国海軍長官を務めた。

## 生涯

### 青年期
1838年、ロングはメイン州バックフィールドで生まれた。ロングは地元の公立学校で学び、ヘブロン・アカデミーで中等教育を受けた。1857年、ロングはハーバード大学の一般教養学科を卒業し、マサチューセッツ州のウェストフォード・アカデミーで教員となった。ロングはハーバード大学法学大学院で法学を学び、1860年に法律の学位を取得した。
ロングはマサチューセッツ州内の個人事務所で実務経験を積み、1861年に弁護士として認可を受けた。ロングはメイン州バックフィールドに戻り、弁護士業を開業した。1863年、ロングはマサチューセッツ州ボストンへ移り、弁護士業を継続した。1869年、ロングは同州ヒンガムに移った。

### 州での政治
1874年、民主党はロングをマサチューセッツ州下院議員選挙の党候補者として指名し、ロングはそれを受諾した。だが間もなくロングは共和党に鞍替えし、1875年に共和党からマサチューセッツ州下院議員に選出された。ロングは1878年までマサチューセッツ州下院議員を務め、1876年からは下院議長も務めた。
その後ロングは1879年にマサチューセッツ州副知事を、1880年から1882年までマサチューセッツ州知事を務めた。

### 連邦議会
1882年、ロングは共和党員として、マサチューセッツ州からアメリカ合衆国下院議員に選出された。ロングは1883年から1888年まで、3期6年にわたって合衆国下院議員を務めた。ロングは海運委員会、通商委員会、および歳出委員会の委員を務めた。1888年、ロングは共和党から4選目への出馬を要請されたが、辞退した。下院議員退任後、ロングはボストンで弁護士業に復帰した。

### 海軍長官
1897年、ロングはウィリアム・マッキンリー大統領から海軍長官に指名された。1898年に米西戦争が開戦すると、ロングは合衆国海軍を纏め上げ、対応に当たった。
マッキンリー大統領暗殺後、ロングは後任となったセオドア・ルーズベルト大統領の下でも海軍長官を継続した。ルーズベルトは第1次マッキンリー政権時代に海軍次官補を務めた、ロングのかつての部下であった。ルーズベルトは軍備の拡張政策をとり、その音頭の下にロングは「新しいアメリカ海軍」の成長の礎を築いた。

### 晩年
1902年に海軍長官を退任後、ロングはマサチューセッツ州へと戻り、合衆国海軍や米西戦争に関する著作活動を行った。また、政治的な議論にも関与した。そして1915年、ロングはマサチューセッツ州ヒンガムで死去した。ロングの遺体はヒンガム市内のヒンガム墓地に埋葬された。
ロングの死後、合衆国海軍ではその功績を称えて、駆逐艦ロング (USS Long, DD-209) にその名が付けられた。

## 家族
- 父親: ゼイドック・ロング (Zadoc R. Long, 1800-1873)
- 母親: ジュリア・テンプル・デイヴィス (Julia Temple Davis, 1807-1869)

- 妻: エラ・スミス (Mary Woodward Glover, 1845-1882)
  - 結婚: 1870年9月13日

- 子供:
  - マーガレット・ロング (Margaret Long, 1873-????)
  - ヘレン・ロング (Helen Long, 1875-????)